# Magyar törzsek
A honfoglalás kori magyarok más sztyeppi népekhez hasonlóan törzsekre tagozódtak. Maga a „törzs” szó csak részben tudományos kategória: feltételezések szerint a korabeli megnevezése a „had” volt. A törzsek ennek megfelelően az együtt hadakozók megszervezésére jöttek létre, bizánci forrás szerint a magas rangú törzsfők, a gyula és a horka bírói hatalommal is bírtak. Szavuk döntő volt a törzsek közti vitás ügyek rendezésében, az egy törzshöz tartozó nemzetségek felett vélhetően az egyes törzsfők bíráskodtak.
Anonymus nyomán a magyar törzsszövetséget, helyesebben: vezérnemzetségek szövetségét Hétmagyarnak is hívhatjuk.
A magyar nemzetségek mibenlétével megértésével, illetve általában a steppei népek társadalmi/politikai viszonyaival a letelepedett társadalmak történetírásának (Pl. Bizánc) nehézségei támadtak.

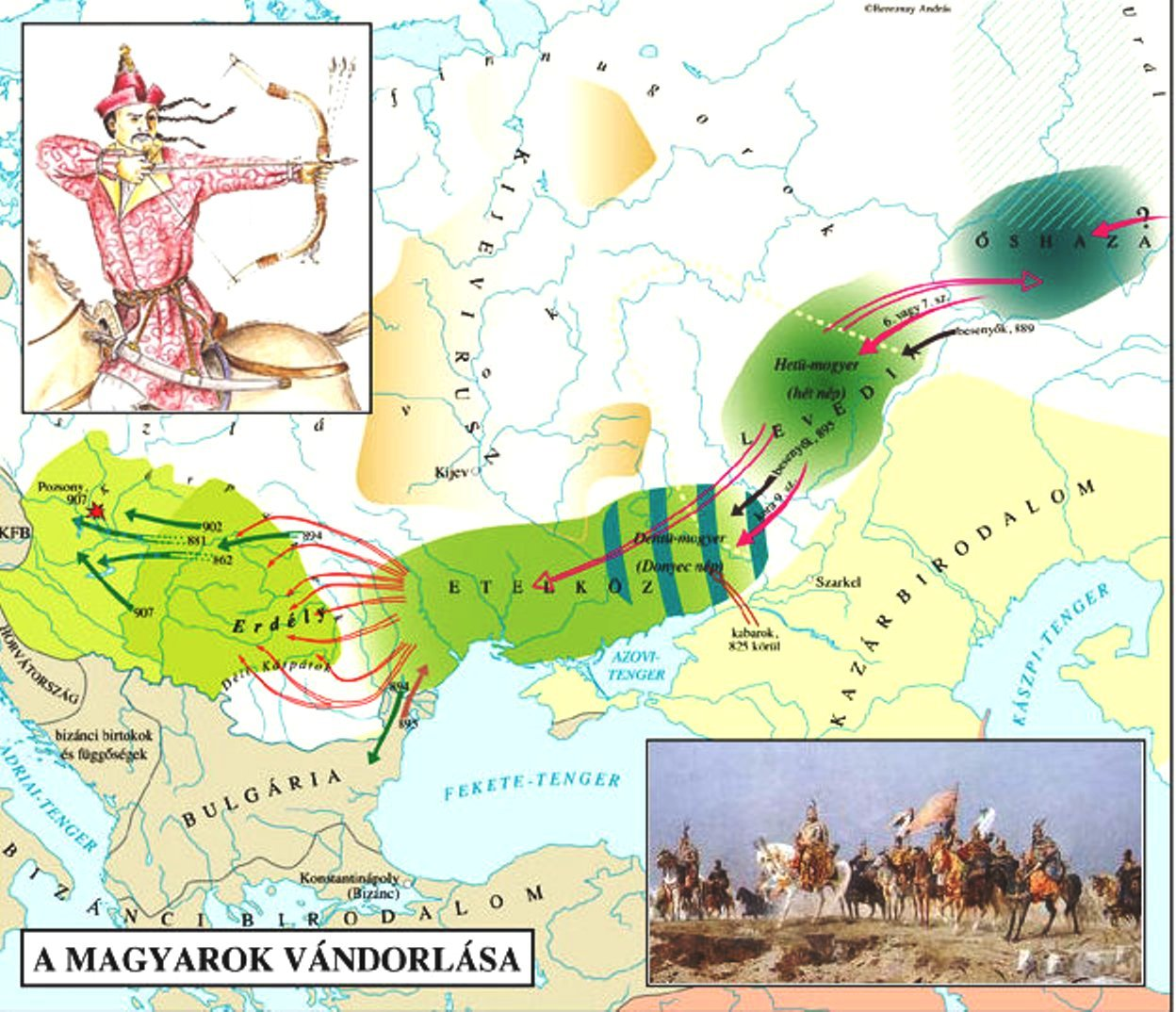
A magyar törzsek vándorlása a finnugor elmélet szerint

## Törzs, klán, nemzetség
A legújabb kutatások, pl. Szabados György történész értelmezésében a magyar "törzsek" (genea) valójában és igazából nemzetségek, és sokkal több nemzetség volt mint hét (Anonymus szerint 108). Ez a hét a vezérnemzetségek voltak, akik számtalan más nemzetséget is összefogtak. Ők kötötték a vérszerződést, amely kb. 100 év múlva a Magyar Királyság megszületéséhez vezetett. Angolul a nemzetség szót a "clan" (klán) szóval fordítják.
Szabados György érvei, röviden összefoglalva:
- Nincsenek olyan tényezők, amelyek törzsekre, különálló és önálló entitásokra utalnak.[8]
- A "törzs" (tribus) szó ahol előfordul, mindenhol a nemzetség szinonimája.[9]
- az ún "törzsnévi helynevek" semmiféle bizonyító erőt nem hordoznak. Az adott települést elnevezhették egy személyről is.[10]

A legutóbbi kutatások szerint és jelenlegi tudásunk fényében tehát a "törzs" egyértelműen a genea hibás fordítása.
Ivanics Mária az országalkotó nemzetség megjelölést használja a fejedelemválasztó hatalommal rendelkező nemzetségek meghatározására (a honfoglaló nemzetségek krími tatár párhuzamait vizsgálva), B. Szabó János pedig az első nemzetség megjelölést.

## Bíborban született Konstantin listája
A magyar törzsek nevéről egyedül Bíborbanszületett Konstantin bizánci császár 950 körül írt műve (De administrando Imperio, A birodalom kormányzásáról) számol be. A császár nyolc törzset sorol fel. Elsőnek a kazároktól elszakadt kabarokat említi, de hozzáteszi, hogy a kabarok voltaképpen három törzsre (törzstöredékre?) tagolódnak, akik felett egyetlen fejedelem uralkodik. Ezek elnevezését nem ismerjük, a helynevek alapján a kutatók főként a varsány, eszlár, ladány, berény, székely nevekre következtetnek, anélkül, hogy kizárnának más lehetőségeket.

„Sátraik (boltos jurtjaik) vannak, és együtt vonulnak a sarjadó fűvel és a zöld vegetációval. Bárhova is mennek, együtt utaznak egész rakományukkal és raktárukkal, (az uralkodó) kísérőivel és a trónussal, a sátrakkal és az állatokkal.”

– Ibn Ruszta feljegyzése az etelközi Magyarokról

Konstantin szerint a kabar törzseket csatlakozásuk után a magyarok idővel „az első törzsek rangjára emelték”; a törzsszövetség kezdetben eszerint hét törzsre tagozódott.

„A türkök népe régen Kazáriához közel szerzett magának szálláshelyet, azon a helyen, melyet első vajdájukról Levediának neveznek... Abban az időben nem türköknek mondták őket, hanem szabartoi aszphaloinak... A türkök hét törzsből álltak, de sem saját, sem idegen fejedelem felettük soha nem volt. Együtt laktak a kazárokkal három esztendeig... a türkök elűzték Nagy Morávia lakóit és megszállták azok földjét...”

– Bíborbanszületett Konstantin De administrando Imperio

Nevüket a kabarok említése után sorolja fel a császár:
- kabarok (Κάβαροι)[16]
- nyék (Νέκη)
- megyer (Μεγέρη)
- kürtgyarmat (Κουςτουγερμάτου)
- tarján (Ταριάνου)
- jenő (Γενάχ)
- kér (Καρή)
- keszi (Κασή)

## A törzsnevek eredete
A magyar törzsnevekről két forrás áll a nyelvészek rendelkezésére, VII. Konstantin listája, amelyet a Bulcsú harka vezette követségtől kapott információk alapján hagyott ránk, és helyneveink. Konstantin listája a nevek többféle olvasatát is megengedi, a helynevek viszont az ezeréves magyar nyelvfejlődés eredményét mutatják. Ezekből kell megállapítani először a 10. századi magyar nevet, hogy abból a régebbi magyar, illetve átvétel esetén az eredeti nyelvű alakot helyreállíthassuk.

### Általános szófejtések
A korai etimológiák általában figyelmen kívül hagyták a helynévi anyagot, amiből rendszer nélküli, sokszor tréfás megfejtések jöttek ki a törzsnevekre. 1930-ban Németh Gyula volt az első, aki megpróbált rendszert vinni a törzsnevek magyarázatába, bár konkrét megfejtéseit ma már többnyire nem tartják helyesnek. Szerinte a nyék, valamint a megyer törzsnév első tagja finnugor, a többi török eredetű. A nyék finnugor 'sövény, bekerített védőhely' megfejtése általánosan elfogadott, amit ő is már átvett korábbi megfejtésekből, hasonlóan a tarján török 'alkirály' megfejtéséhez. További javaslatai a következők voltak: kabar 'lázadó', megyer 'mańć-ember', kürt 'hótorlasz', gyarmat 'fáradhatatlan', jenő 'miniszter', kér 'óriás', keszi 'töredék'. A kritikák hatására később ezek közül a megyerét, kürtét és kérét visszavonta. A megyer törzsnévre publikálatlanul, hagyatékában javasolta a manysi mansin 'fajdkakas' eredetet.

### Hadrendhez kapcsolódó szófejtések
1988-ban írt, 1994-ben publikált munkájában Berta Árpád négy törzsnévre teljesen új etimológiát javasolt: kürt 'mellecske', gyarmat 'hát-mögé', jenő 'oldalka', kér 'utolsó'. Ezzel a neveket erőteljesen elvitte a hadrendet ábrázoló rendszer irányába, sőt a törzsszövetség kialakulásának egyes fázisaira is következtetni lehet belőle. A rendszert még egységesebbé tette azzal, hogy a nyék finnugor eredete helyett a kirgiz ǰĕk 'bekerített ágyás, árokpart, szegély, perem' vagy a hasonló jelentésű baskír 'šĕyäk'-ből magyarázza. A megyer törzsnévre pedig az összetett szó helyett pedig egy 'mancser'-'mandzser' átmeneten keresztül egy türk 'bancser'-'bandzser' alakot, végeredményben 'ban jer' „fő hely” alakot javasol, de további vizsgálatokat tart szükségesnek. A kabar névnek pedig 'orr' jelentését mondja nagy valószínűségűnek.
Végeredményben Berta rendszere a törzsszövetség történetének két fázisát tükrözi egy hatalomváltás miatti átalakulás előtti és utáni állapotot, mindent török etimológiával magyarázva:

- kabar 'orr' – a frissen csatlakozott „élen járó” védőtörzs, előőrs a második fázisban
- nyék 'sövény' – védőtörzs, ami az első fázisban a szövetség határait védte
- megyer 'fő hely' – az első fázis vezértörzse
- kürt–gyarmat 'mell–hát-mögé' – az első fázisban a megyer törzs elő és utóvédje
- tarján 'tarχan' – az új vezértörzs, a második fázisban
- jenő 'oldalka' – az új vezértörzs oldalvédje
- kér 'hátsó, utolsó' – az új vezértörzs hátvédje
- keszi 'töredék' – egy régebbi nagyobb törzs maradéka

Ez a hatalomváltás a törzsek között valószínűleg a dinasztiaváltás, amiről Konstantin császár ír A birodalom kormányzásáról című munkájában, amikor leírja, hogy Levedi fejedelem – ezek szerint a megyer törzs feje – átadta a hatalmat Árpádnak – és így a tarján törzsnek.
Ezen etimológiák helyessége esetén azt kell feltételezni, hogy a magyar törzsek mindegyike új nevet kapott a nyugat felé tartó vándorlás során. Ez esetben a magyar törzsneveknek folytonosan változónak kellett lenni. (A besenyő törzsek analógiáját felhasználva a védőtörzsek és vezértörzsek koncepcióját korábban már Szegedi László is felvetette.) Ez jól illeszkedik a nemzetség fogalmába, ahol az adott nemzetség tagjai a(z éppen soros) nemzetségfő nevével voltak társítva.

### A törzsfő nevéből vagy méltóságából kiinduló szófejtések
Németh Gyula korábban a besenyők nyolc törzsnevének megfejtésére talált egy igen világos rendszert, eszerint a besenyő törzsnevek egy török lószínnév és méltóságnév kombinációi.
635 előtt a nyugati türköknek szintén nyolc törzsük volt.
Ekkor elszakadt a türk befolyás alól az onogur-bolgár birodalom Kuvrat vezetésével.
Válaszul 635 után katonai reformot hajtottak végre. Az eddig csak 3 törzsből álló nyugati, azaz jobbszárnyukat a keleti, azaz balszárnyhoz hasonlóan 5 törzsűvé alakították és végeredményben 10 törzset alakítottak ki. Az új törzsek vezetőinek méltóságneveit úgy alakították ki, hogy régi méltóságnevükhöz a keleti szárny esetén a csor, a nyugati szárny esetén az erkin méltóságnevet adták hozzá. Így a tudun méltóságnévből keleten tudun csor, nyugaton tudun erkin lett.
A nyugati türkök még az egységes Türk Birodalom idején Istemi vezetése alatt foglalták el a Volgától keletre az alánok és ogurok – köztük az onogurok – földjét. Györffy György javaslata szerint ekkor megszervezhették saját módszerük szerint a magyar törzsszövetséget is, azaz a magyar törzsnevek méltóságnév-tiszteleti név eredetét is kutatni kellene. Györffy egyébként a saragurokban azaz fehér ogurokban – másképpen fehér ugorok – sejti a magyar törzsszövetséget.

### Más népekkel közös törzsnevek
Magyar törzsnevek találhatók a baskírokéi között.

## A nemzetségek és azok számának jelentősége a steppei népek körében
Az Ivanics Mária feldolgozta tatár hagyományokat őrző Dzsingisz-legenda történetében tíz tatár nemzetségfő fog össze, az előző uralkodó fiai közül az ifjú Dzsingiszt kánnak meghívni. Amiként Anonymus történetében a vérszerződés, akként itt is kölcsönös eskütétel követte a beiktatást. A  Krími Kánságban  az  államalkotó  nemzetségekből (karacsi) – akik az országot képviselték a kánnal szemben – a hagyomány szerint négynek kellett lenni, ám a különféle külső és belső keletkezésű dokumentumok szerint számuk mégis ingadozott.
A négyesség mongol hatást tükrözhet, a Mongol Birodalomban és utódállamaiban valószínűleg a kínaival rokon, négy égtáj alapján történő felosztást tekintették ideálisnak. (Az ázsiai steppe keleti végén – a kínai kulturális befolyási övezetben – gyakori volt ennek a kétszerese, a nyolcas, illetve a kilences tagozódás is.)

### A hetes szám
A hetes szerveződési elv ill. a hetes mint bűvös szám tisztelete feltehetően a mezopotámiai kultúrában fontos szerepet játszó hét bolygóra vezethető vissza (az ókorban csak hét bolygót ismertek a naprendszerben). Az iráni kultúra hét részre osztotta a világot és az idők végezetén a zoroasztriánusok megváltója és hat társa e hét területről fognak érkezni; az Aveszta 3x7 fejezetből épül fel. A perzsák Hérodotosz szerint eredetileg hét istenséget tisztelének. Ahura Mazdának hat főangyala volt (6+1=7), Zarathusztrának szintén hat tanítványa. Valószínűleg ennek tükröződése, hogy Dáriusz perzsa királynak is hat tanácsadója volt, kik az ország legnagyobb főurai valának, ez a rendszer később a parthus és szasszanida hierarchiában is tovább öröklődött.
A hetes szám jelentései keleten: teljesség, befejezettség, az egész világ. Szerencsés szám is volt.
A Sahnáme leírása szerint a hős Rusztem oldalán Afraziáb ellen tíz lovag harcol, névvel megemlítve, de rendesen „a hét lovag” (haft gord) néven utalnak rájuk. Amikor Rusztem Turánba megy Bizánt megmenteni, nyolc lovagot visz magával, szintén nevesítve, de ugyanúgy hét lovag néven említik őket. Ez arra utal, hogy a hetes és a többi szerveződési elv jelképes, bűvös értelmű és fontosságú volt, kozmológikus keretet jelentett, függetlenül attól, hogy a valóságban ettől eltérő számok is megjelentek. A honfoglaló magyarok mellett például említik a kavar nemzetségeket, akik a többi nemzetséggel egyező hatalommal bírtak, de a törzsszövetség neve Hétmagyar maradt.
Úgy tűnik, a hetes szimbolika (hetesség) Ázsia nyugatibb, iráni befolyású övezeteiben volt gyakoribb, bár Belső-Ázsiában is használták. B. Szabó János tanulmányában számos példát előszámlál, jelesül a perzsákat, pártusokat, szasszanidákat, a hun Heftalita (= „hét nemzetség”) Birodalmat, a nogájokat, baskírokat, türkméneket, kirgizeket, karapalkakokat, Európában pedig a bolgárokat és horvátokat. Magyar szempontból érdemes megemlíteni, hogy Kijevben az Álmos népéhez csatlakozó kun törzsek száma  hét volt, valamint az 1200-as években hazánkban letelepülő kunoké szintén.
id. Bibó István szerint a hetes szám kiemelt szerepe Eurázsiában az ókori keleti időszámításból terjedt el, ahol a holdhónap negyedét, a hetet számolták. A hetes beosztás katonai szervezeti forma volt. Az 1074-es mogyoródi csatában Géza herceg vezette a derékhadat, és mindkét szárny három seregrészből állt. A jobbszárny középső seregrészét László herceg, a balszárnyét Ottó morva herceg, Géza és László sógora vezette. Azaz a Salamon elleni sereg hetes hadrendet alkotott. A derékhadon túli 3-3 seregrész mindegyike 4 alegységre tagolódott, amely felosztás lényegében megegyezik a székelyek oguz mintát követő szervezetével, akik 6 nemre és mindegyik 4 ágra oszlanak, s így vonultak hadba az ispáni főhadat kísérve.
A hetes számból eredően a „hétmagyar” nem romantikus találmány, hanem bevett sztyeppei szövetségnév-birodalomnév volt. Ehhez hasonló a bolgárok onogur azaz „tízogur”, a kutrugur – csuvasos, azaz ogur, szemben az oguzzal – azaz talán tokuzoguz „kilencoguz”-„kilencogur”, vagy utrigur „harmincugor” nevekhez. A krónikák Dentumoger neve is valószínűleg a „hétmagyar” törökös formája. Ez azonban már csak akkor alakulhatott ki, amikor a kürt és a gyarmat törzsek végleg összeolvadtak, mivel ezekkel eredetileg nyolc (általunk ismert) törzs alkotta a törzsszövetséget. Az is elképzelhető, hogy Kónsztantinosz csak a legfontosabbakat sorolta fel, és többet kihagyott. A törzsneves települések ezt a lehetőséget is nyitva hagyják.
(Mivel a honfoglaló nemzetségek Kézai által közölt 108-as száma a 9 és a 12 szorzata, Szegedi László azt feltételezte, hogy ebben a rendszerben vagy 9 magyar törzs létezett, egyenként 12 nemzetséggel, vagy 12 törzs egyenként 9 nemzetséggel.)
Dénes József és Várady László szerint a keleti nemzetségfelsorolások esetében a sorrend egyben rangsort is jelentett. Ebből a történészek egy része a DAI alapján, ahol a kavarok szerepelnek elsőként, azt vonta le, hogy Álmos/Árpád kavar származású lett volna, azonban nem feltétlenül van ez így.

## Törzsi helynevek

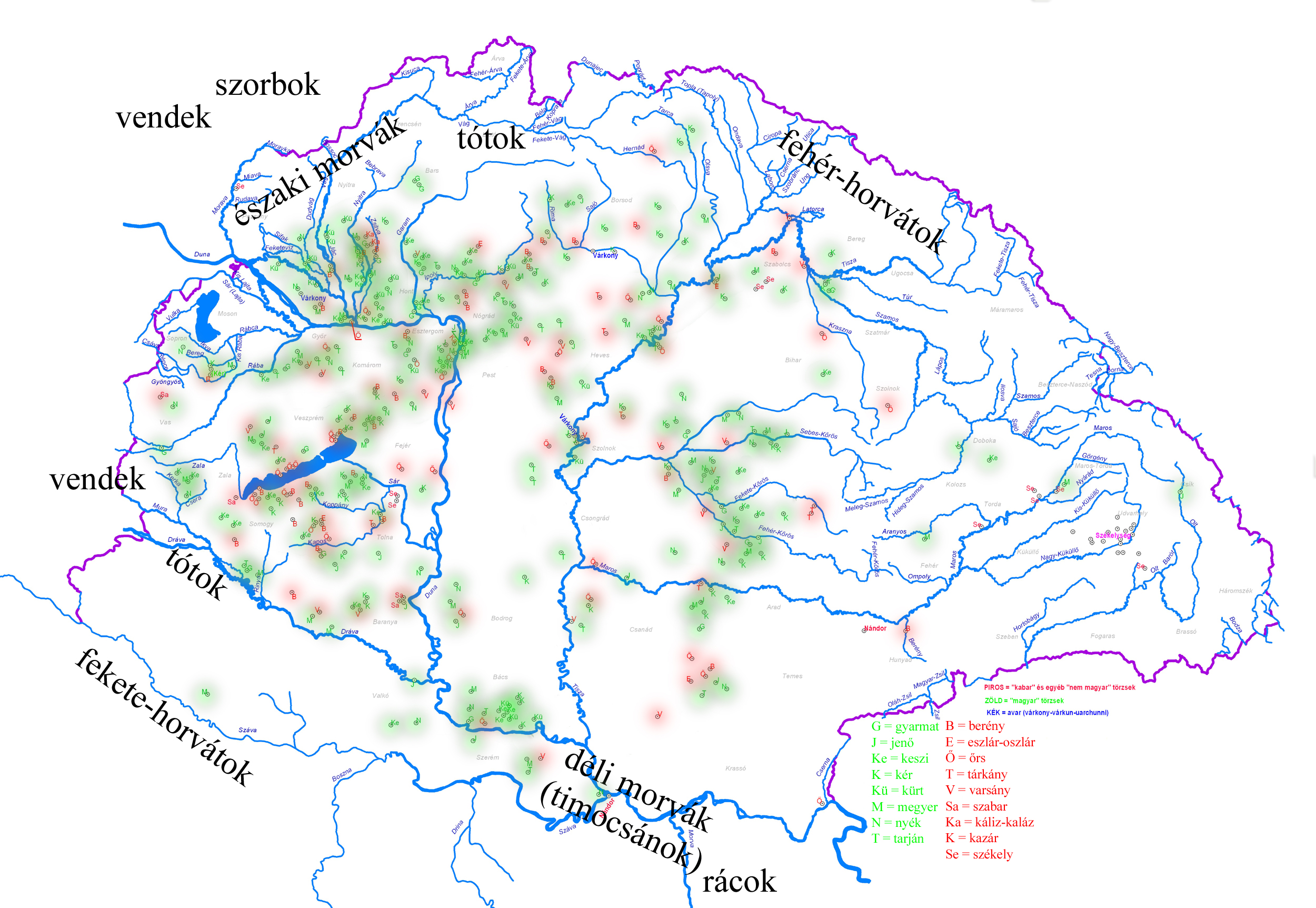
A magyarok és a csatlakozott népek törzsneveit viselő települések a fejedelmi, dukátusi és határvédelmi területeken a legsűrűbbek.

Mindegyik törzsnév több (20-40) településnévben maradt fenn. Pl.: Mezőnyék (ma Nyékládháza része), Bábonymegyer, Salgótarján, Tiszatarján, Tiszajenő, Hajmáskér, Tiszakeszi, Dunakeszi, Kőkeszi, Diósjenő, Budakeszi stb.
A törzsneves helynevek az elavult elképzelés szerint arra engednének következtetni, hogy a szállásterület kijelölésében szerepe volt a törzsi hovatartozásnak, a törzs tagjai pedig bizonyos fokú etnikai identitással rendelkeztek. Azonban jogos ellenvetés, hogy a törzsenként letelepült magyarok eredeti szállásterületein értelmetlen lett volna ez az eljárás. Ahol mindenki a jenő törzsbe tartozik, ott a Jenő helynévnek semmilyen megkülönböztető, azaz tulajdonnévi jelentősége nem lenne. Ezért a törzsneves települések inkább a 10–11. századi telepítéseket jelzi, amikor a köznépet a kialakuló nagybirtokos nemesség birtokaira költöztették.
Feltűnő, hogy Kürtgyarmat nevű településnév nincs, de van külön Gyarmat és külön Kürt. Például Füzesgyarmat, Tiszakürt.
A hét magyar és a csatlakozott népek törzsi neveit viselő falvak népe a valószínűleg még Géza fejedelem által széttelepített nemzetségi szervezet katonai kíséretéből származott, akiket várjobbágyként a kialakuló vármegyeszervezethez csatoltak. Ők később szabad állapotukat Szent Istvánra vezették vissza, ezért a Szent Király szabadjainak, fiainak, jobbágyainak (liberi, filii, iobagiones Sancti Regis) is nevezték magukat, ami faluneveikben is tükröződött (Szentkirályszabadja). Az ő falvaik lehettek a magyar vagy a csatlakozott népek nemzetségneveit viselő falvak is mint a Nyék, Megyer, Jenő, Kér, Keszi, Kürt, Gyarmat, Tarján, Tolmács, Ság, Varsány, Eszlár, Ladány, Besnyő, Kozár, Várkony, Oroszi, Horváti, Székely, stb).
E falvak várjobbágyi eredetét az is alátámasztja, hogy csak várjobbágy nemzetségek nevezték el magukat nemzetségekről – Kér nemzetség, Kürt nemzetség.
A különböző törzsnevek egymáshoz nagyon közeli csoportokban fordulnak elő – Budaörs, Budakeszi, Budanyék, Budajenő, Békásmegyer –, vagyis ez is a törzs-elmélet tarthatatlanságát jelzi. E településeket adott személyekről is elnevezhették.
A törzsneveket többen is térképre vitték, az eddigi legteljesebb publikált munkával Török Sándor állt elő 1982-ben. Ő 27 nyék, 38 megyer, 19 kürt, 18 gyarmat, 27 tarján, 24 jenő, 51 kér, 47 keszi törzshöz kapcsolható helynevet talált. A lista folyamatosan változhat, mert amellett, hogy újabb elfeledett helynevek kerülhetnek fel a listára, néhány név le is kerülhet arról, mert későbbi névadás, nem államalapítás-kori, illetve mégsem törzsnévből származik. Korábban Pauler Gyula 1900-ban publikált hasonló listát, és ő a baskír törzsek felfedezett két ideillő törzsnevet, a jeneit és a jurmatyot.

## További tudnivalók
- Jenő törzsnevünk és a székely szójelek
- A magyar törzsek területei a honfoglalás után – Térkép